# Robert Gwathmey

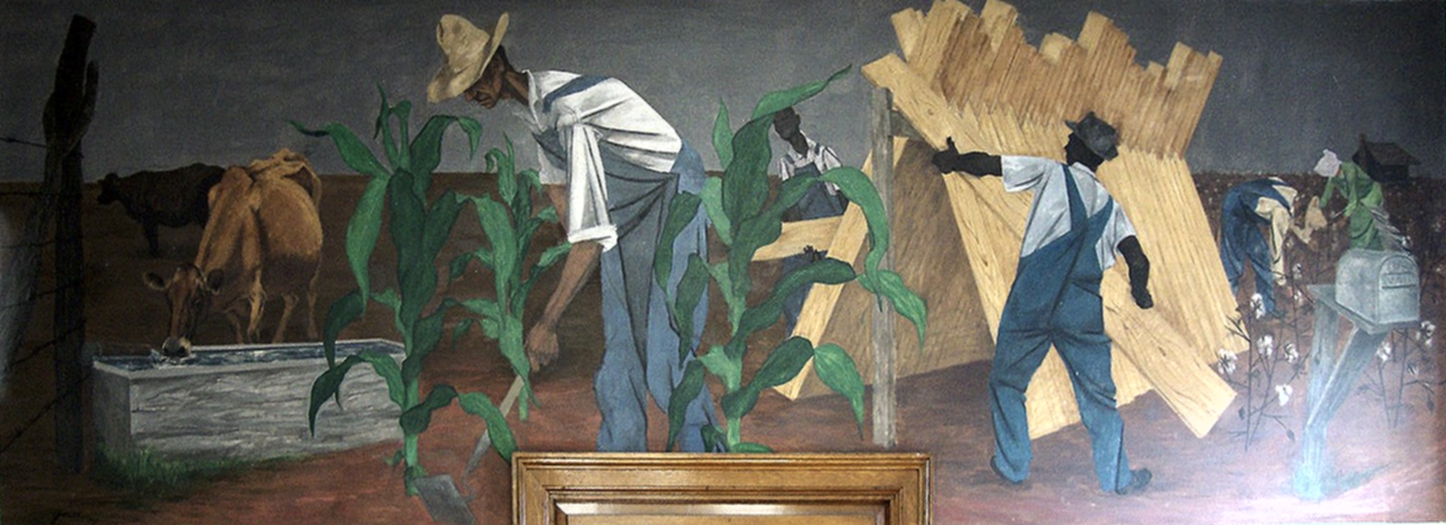
Das historische Postamt in Eutaw, Alabama, beherbergt ein Beispiel für ein Kunstwerk des New Deal: das Wandgemälde „The Countryside“ von Robert Gwathmey. Das Werk wurde von der Abteilung für bildende Kunst des Finanzministeriums in Auftrag gegeben und 1941 fertiggestellt

Robert Gwathmey (* 24. Januar 1903 in Richmond, Virginia; † 21. September 1988 in Southampton, New York) war ein amerikanischer Maler des sozialen Realismus. Er ist bekannt für seine einfühlsamen Darstellungen des ländlichen Lebens im amerikanischen Süden, insbesondere der afroamerikanischen Bevölkerung. Robert Gwathmey gilt als erster weißer amerikanischer Künstler, der schwarze Amerikaner in der Malerei würdig darstellte.

## Leben
Robert Gwathmey wurde 1903 in Richmond geboren. Sein Vater, ein Eisenbahningenieur, verstarb bei einem Arbeitsunfall kurz vor seiner Geburt. Nach einem kurzen Studium der Betriebswirtschaft an der North Carolina State University entschied er sich für eine künstlerische Laufbahn und studierte an der Maryland Institute of Design sowie an der Pennsylvania Academy of the Fine Arts, wo er 1930 seinen Abschluss machte. Während seiner Studienzeit wurde er von europäischen Modernisten wie Pablo Picasso und Henri Matisse beeinflusst.
1935 heiratete er die Fotografin Rosalie Hook. Gemeinsam engagierten sie sich für soziale Gerechtigkeit und dokumentierten die Lebensbedingungen afroamerikanischer Gemeinschaften im Süden der USA. Gwathmey lehrte an verschiedenen Institutionen, darunter das Carnegie Institute of Technology und die Cooper Union School of Art in New York City, wo er von 1942 bis 1968 tätig war.

## Werk
Robert Gwathmeys Werke zeichnen sich durch eine moderne Bildsprache mit geometrischen Formen und kräftigen Farben aus. Seine Bilder sind bekannt für ihre flächigen Kompositionen mit starken schwarzen Konturlinien, die an Kirchenfenster erinnern. Er war einer der ersten weißen Künstler, der afroamerikanische Menschen respektvoll und unromantisiert darstellte, oft bei alltäglichen Verrichtungen wie der Feldarbeit oder beim Musizieren.
Seine Werke sind in zahlreichen renommierten Sammlungen vertreten, darunter das Smithsonian American Art Museum, das Museum of Modern Art in New York und das Los Angeles County Museum of Art.